# Anders Sundstrup
Anders Peter Sundstrup (17. juli 1961 i København) er en dansk tidligere fodboldspiller og nuværende træner, der er træner for Boldklubben Frederiksholm Sydhavnen.
Han har desuden tidligere været træner for Greve Fodbold.